# Lövåssjön, Gästrikland
Lövåssjön är en sjö i Sandvikens kommun i Gästrikland och ingår i Gavleåns huvudavrinningsområde. Sjöns area är 0,2231 kvadratkilometer och den befinner sig 204,2 meter över havet.

## Delavrinningsområde
Lövåssjön ingår i det delavrinningsområde (672701-152560) som SMHI kallar för Utloppet av Lövåssjön. Medelhöjden är 248 meter över havet och ytan är 3,55 kvadratkilometer. Det finns inga avrinningsområden uppströms utan avrinningsområdet är högsta punkten. Vattendraget som avvattnar avrinningsområdet har biflödesordning 3, vilket innebär att vattnet flödar genom totalt 3 vattendrag innan det når havet efter 71 kilometer. Avrinningsområdet består mestadels av skog (84 procent). Avrinningsområdet har 0,22 kvadratkilometer vattenytor vilket ger det en sjöprocent på 6,2 procent.